# 湯澤綾人
湯澤 綾人（ゆざわ あやと、1988年7月28日 - ）は、日本の元フィギュアスケート選手（シングル・アイスダンス）。北海道出身。元パートナーは平井絵己、杉木奈々、千田郁子。
2003年全日本フィギュアスケートジュニア選手権優勝。2007年全日本フィギュアスケートジュニア選手権2位　2008年西日本フィギュア選手権1位　2008年全日本フィギュアスケート選手権3位　2009年ユニバーシアード冬季大会出場。

## 人物・来歴
北海道出身。
慶應義塾高等学校、慶應義塾大学・中央大学 卒。
10歳のときから新松戸DLLアカデミーでフィギュアスケートを始め、シングル・アイスダンスに取り組んだ。
2003年、千田郁子とカップルを組み初出場となった全日本ジュニア選手権で優勝する。2007年、杉木奈々とカップルを組み、全日本ジュニア選手権で2位となる。
2008年、平井絵己とカップルを組み初出場となった全日本選手権で3位となる。翌年の2009年のユニバーシアード大会に選出される。
引退後は東京都高田馬場にあるシチズンプラザでインストラクターを務めていたのち、2021年1月同スケートリンクの閉鎖に伴い、現在 埼玉アイスアリーナの専属インストラクターとしてシングル・アイスダンスの指導にあたっている。

## 主な戦績
- 2003-04は千田郁子とのカップル
- 2007-08は杉木奈々とのカップル
- 2008-09は平井絵己とのカップル